# Bisz(pentafluorfenil)xenon
A bisz(pentafluorfenil)xenon instabil szerves xenonvegyület. Két halogénezett fenilcsoportból áll, közöttük egy xenonatommal.

## Szerkezet
A bisz(pentafluorfenil)xenon molekularácsos anyag. Szilárd állapotban monoklin rendszerben kristályosodik, pontcsoportja P21/n. Az elemi cella 4 molekulát tartalmaz, paraméterei: a = 13,635 Å, b = 8,248 Å, c = 11,511 Å és β = 102,624°. Az elemi cella térfogata 1263,18 Å3.
A molekula szén-xenon-szén kötései majdnem egy vonalban vannak (a kötésszög legalább 175°). A szén-xenon kötések hossza 2,35 és 2,39 Å. A két pentafluorfenilcsoport síkja egymással 72°-ot zár be.

## Tulajdonságok
A bisz(pentafluorfenil)xenon −20 °C felett bomlik, és robbanhat.

## Előállítása
A Xe(C6F5)2 (CH3)3SiC6F5 és XeF2 közti (CH3)4NF-katalizált reakciókkal állítható elő propionitrilben, propionitril-acetonitril keverékben vagy CH2Cl2-ben –60 és –40 °C közt mint az első [10-Xe-2] species két Xe–C kötéssel, szilárd anyagként, mely −20 °C felett bomlik, a bomlás 20 °C-nál spontán. A C6F5XeF intermedier, melyet NMR spektroszkópiával jellemeztek.
{\displaystyle {\ce {XeF2 +(CH3)3SiC6F5 ->C6F5XeF +(CH3)3SiF}}}
{\displaystyle {\ce {XeF2 +2 (CH3)3SiC6F5 ->Xe(C6F5)2 +2 (CH3)3SiF}}}
A Xe(C6F5)2 C6F5XeF és Cd(C6F5)2 reakciójával is előállítható:
{\displaystyle {\ce {2 C6F5XeF +Cd(C6F5)2 ->2 Xe(C6F5)2 +CdF2}}}
Azonban a C6F5 csoport közvetlen bevitele XeF2-be Cd(C6F5)2 révén nem sikerült.
A bisz(pentafluorfenil)xenon diklórmetánból kristályosítható −40 °C-on.

## Reakciók
A bisz(pentafluorfenil)xenon reagál a higannyal, ennek terméke bisz(pentafluorfenil)higany.
A bisz(pentafluorfenil)xenon reagál a hidrogén-fluoriddal, ennek terméke pentafluorfenilxenon-fluorid (C6F5XeF). Acetonitriles oldatban a bisz(pentafluorfenil)xenon C6F5–C6F5-re és xenonra bomlik. Diklórmetános oldatban azonban a termék nagy része pentafluorbenzol.
Jóddal pentafluor-jódbenzolt ad (C6F5I).

## Fordítás
Ez a szócikk részben vagy egészben  a   Bis(pentafluorophenyl)xenon című angol Wikipédia-szócikk fordításán alapul.  Az eredeti cikk szerkesztőit annak laptörténete sorolja fel. Ez a jelzés csupán a megfogalmazás eredetét és a szerzői jogokat jelzi, nem szolgál a cikkben szereplő információk forrásmegjelöléseként.